# Janez Dovč
Janez Dovč, slovenski harmonikar, klaviaturist, skladatelj in producent, * 1980
Leta 2004 pridružil slovenski glasbeni zasedbi Terrafolk, kjer je igral harmoniko in kontrabas. Ko so ga povabili na turnejo, se je odločil postati profesionalni glasbenik. Je ustanovitelj glasbene skupine Jararaja, ustanovitelj in umetniški vodja festivala Godibodi ter lastnik glasbene založbe Celinka, katere direktor je njegov brat.
Med drugim je sodeloval s Slovensko filharmonijo, Carmino Slovenico, Ireno Anžič, Klariso Jovanović, Evo Hren, skupino Elevators, Tinkaro Kovač, Zoranom Predinom in Neisho.

### Zgodnja leta
Odraščal je v veliki družini, naklonjeni glasbi. Doma so imeli sintesajzer. Najprej se je v glasbeni šoli učil harmoniko, nato saksofon, zraven pa je igral še klavir.

## Nagrade in priznanja

### Festival Slovenskega filma
- 2014: vesna za najboljšo glasbo - film Drevo

## Filmografija
- Tipično slovensko - Harmonika. Radiotelevizija Slovenija, 2020[9]

## Dela(izbor)

### Albumi
- Balkanika. Zbor Carmina Slovenica, 2010 (COBISS) - harmonika
- Od ljubezni . Klarisa Jovanović. Celinka , 2011 (COBISS) - harmonika
- Izštekani : Elevators. Založba kaset in plošč , 2012 (COBISS) - harmonika, spremljevalni vokal
- Zazibanke . Tinkara Kovač. NAI, 2012 (COBISS) - aranžma, klaviature, harmonika
- Na koncu naše mavrice . Zoran Predin. Artbiro, 2013 (COBISS) - harmonika, vokal, ostali midi instrumenti
- Cvetje v Bachu . Irena Anžič. Celinka , 2010 (COBISS) - harmonika, kontrabas, skladbe
- Vrhovi . Neisha. Nika Records, 2017 (COBISS) - harmonika
- Vse tičice lepo pojo . Otroški pevski zbor RTV Slovenija . ZKP , 2019  (COBISS) - aranžmaji, harmonika, klavir

### Glasba za gledališke predstave
- Tesla. glasbeno-gledališka predstava. Cankarjev dom in Celinka. 2016 - koncept, glasba, izvedba, scenografija[10]
- Pohujšanje v dolini šentflorjanski . Koprodukcija MGL, SNG Drama in Cankarjev dom (2018). Celinka, 2019 (COBISS) - avtor glasbe[11]

### Koncerti
- 60 let Otroškega in Mladinskega pevskega zbora RTV Slovenija – letni in jubilejni koncert. 23. maj 2017. Slovenska filharmonija. - spremljava na harmoniki in klavirju ter priredbe ljudskih pesmi[12][13]